# Néant-sur-Yvel
Néant-sur-Yvel (Gallo Néant, bretonisch Neant) ist eine französische Gemeinde mit 1.070 Einwohnern (Stand 1. Januar 2022) im Département Morbihan in der Region Bretagne.

## Geografie
Néant-sur-Yvel liegt rund 49 Kilometer südwestlich von Rennes an der Grenze zum Département Ille-et-Vilaine.
Nachbargemeinden sind Mauron im Norden und Nordosten, Paimpont im Osten, Tréhorenteuc im Südosten, Loyat im Süden und Südwesten sowie Guilliers im Nordwesten.

## Bevölkerungsentwicklung
| Jahr                       | 1962 | 1968 | 1975 | 1982 | 1990 | 1999 | 2006 | 2012 | 2019 |
| Einwohner                  | 1076 | 939  | 870  | 835  | 882  | 851  | 950  | 994  | 1109 |
| Quellen: Cassini und INSEE |      |      |      |      |      |      |      |      |      |

## Sprache
Im Frühmittelalter wurde die Gegend durch Bretonen besiedelt und deren Umgangssprache Alltagssprache. Bei der Zweiten Rückzugswelle der Bretonischen Sprache im Spätmittelalter (zwischen 1200 und 1500) kam es zum Sprachwechsel hin zum Gallo. Dieser Dialekt des Französischen ist mittlerweile beinahe ausgestorben und die Bevölkerung spricht heute französisch.

## Sehenswürdigkeiten

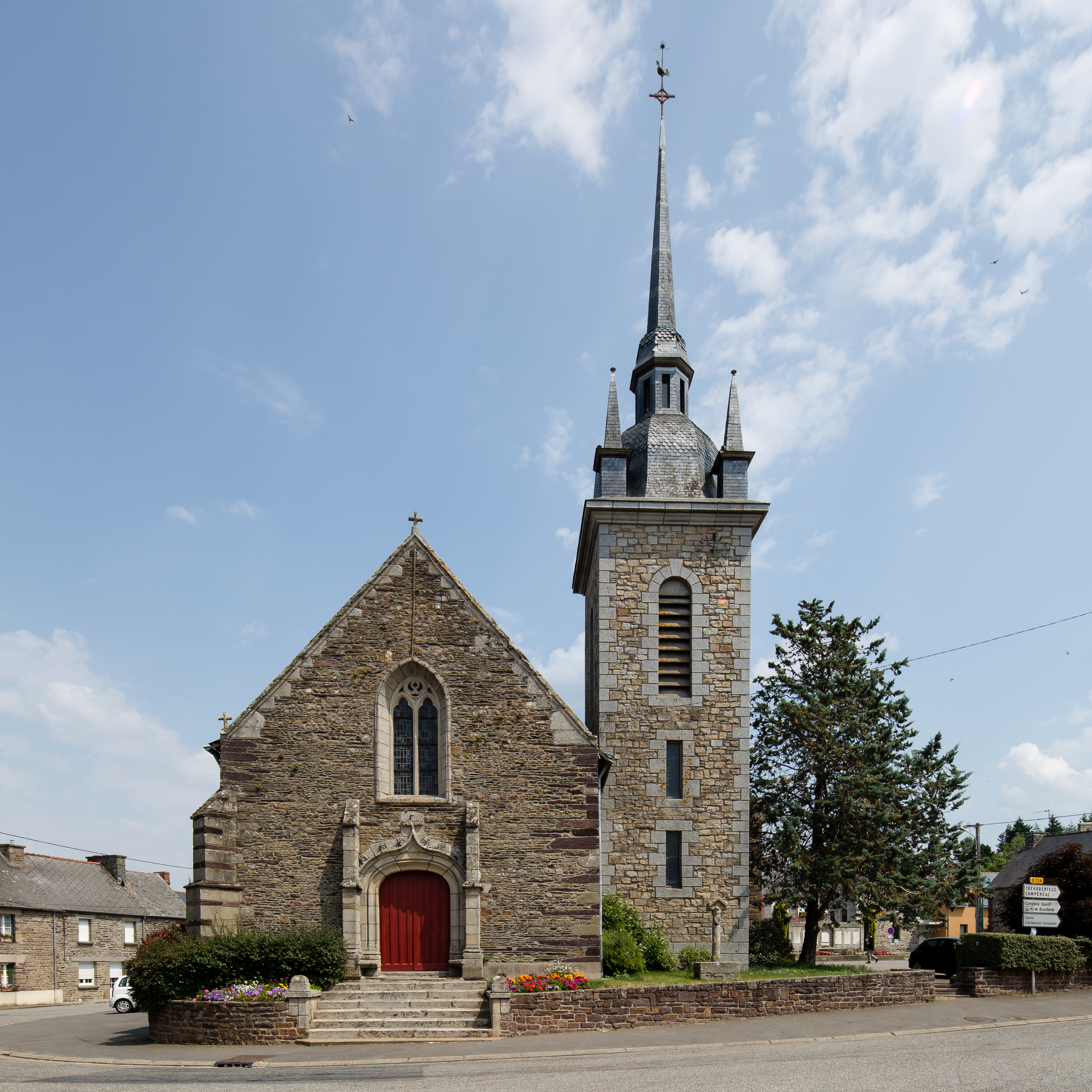
Kirche Saint-Pierre
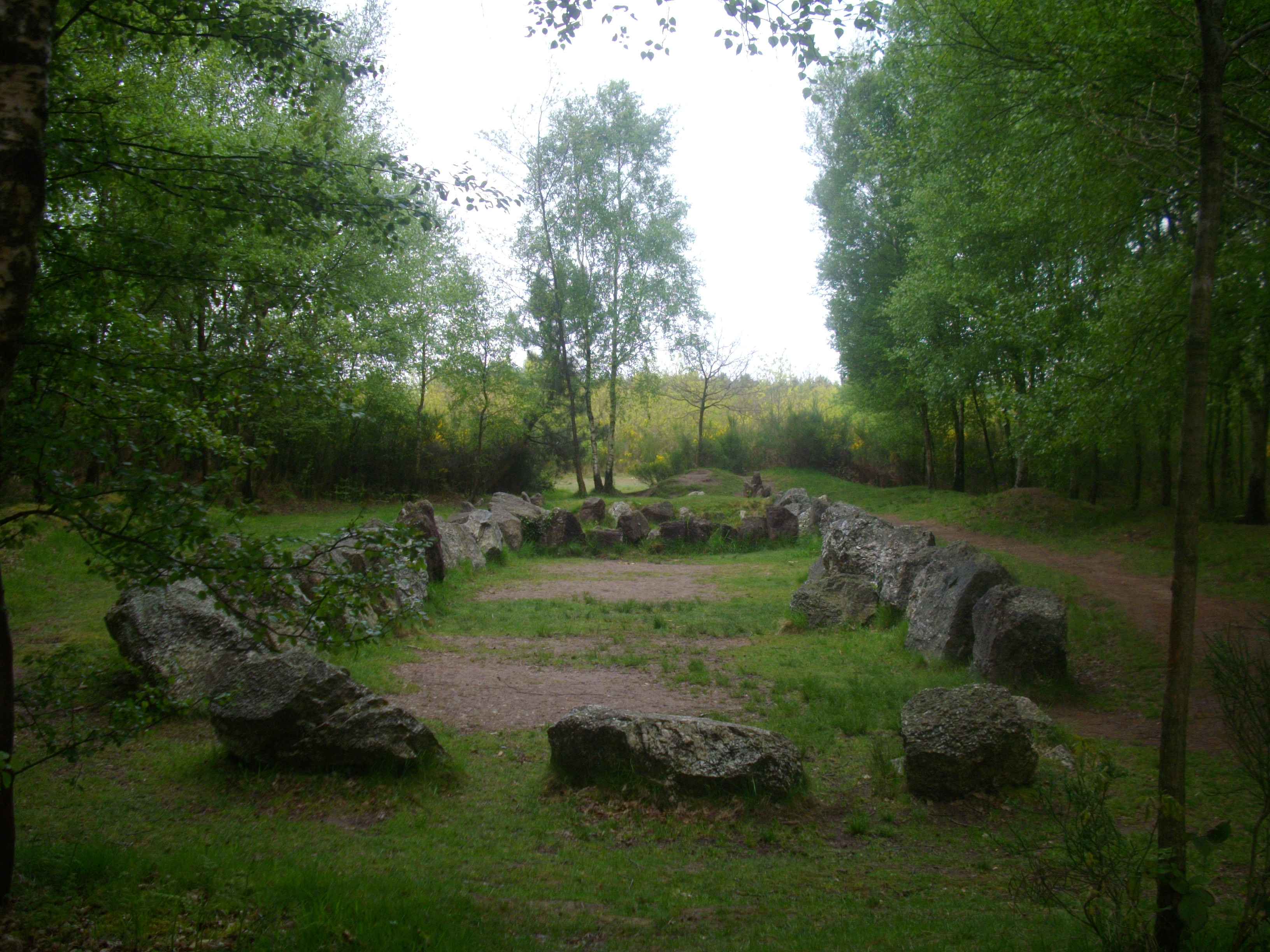
Jardin aux moines
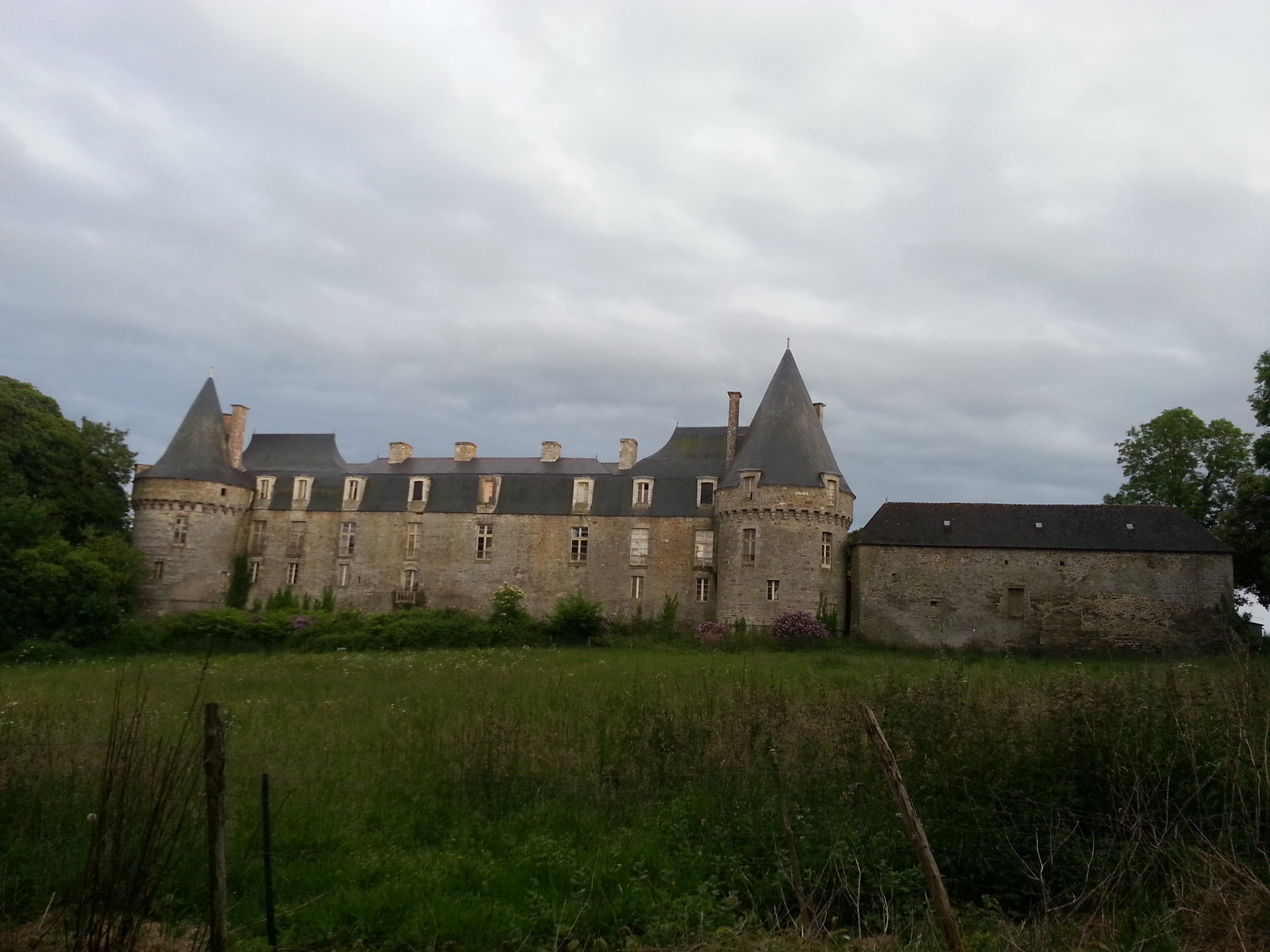
Schloss Le Bois de la Roche
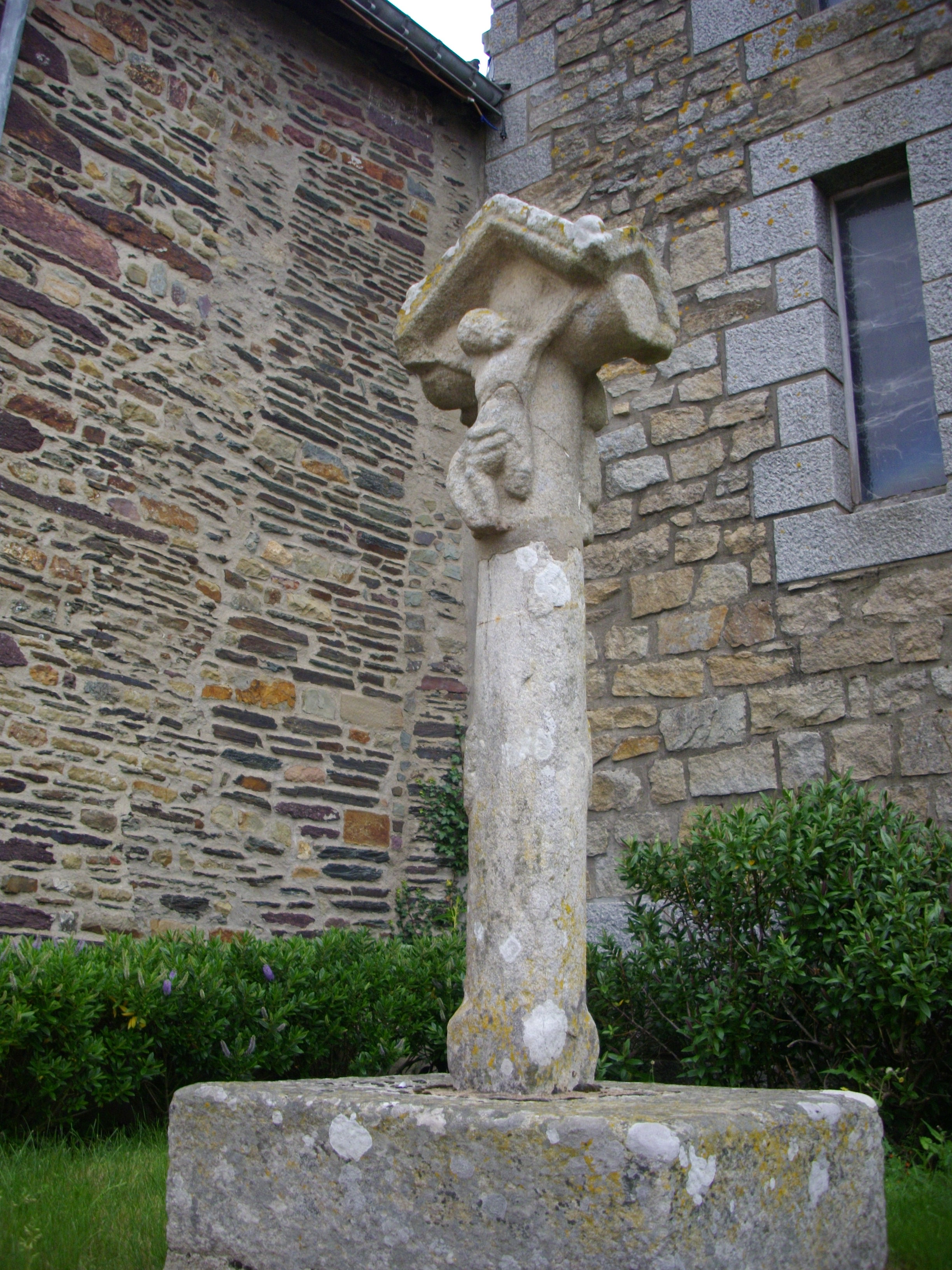
Kreuz auf dem Kirchplatz von Néant-sur-Yvel

- Kirche Saint-Pierre
- Jardin aux moines
- Schloss Le Bois de la Roche
- Kreuz auf dem Kirchplatz von Néant-sur-Yvel